# NGC 50
NGC 50 је елиптична галаксија у сазвежђу Кит која се налази на NGC листи објеката дубоког неба.
Деклинација објекта је - 7° 20' 42" а ректасцензија 0h 14m 44,6s. Привидна величина (магнитуда) објекта NGC 50 износи 12,3 а фотографска магнитуда 13,3. NGC 50 је још познат и под ознакама MCG -1-1-58, PGC 983.